# 2025–2026-os UEFA Európa-liga
A 2025–2026-os UEFA Európa-liga lesz az UEFA által szervezett európai másodlagos klubfutballtorna 55. szezonja, és a 17. idény azóta, hogy az UEFA-kupáról UEFA Európa-ligára nevezték át.
A döntőt 2026. május 20-án játsszák az isztambuli Beşiktaş Stadionban, Törökországban.
Ez lesz a második szezon a 2024–2025-ös Európa-liga után, amelyet új formátumban játszanak, amely a 32 csapatos csoportkört egy 36 csapatos bajnokságra váltotta fel.
A Tottenham Hotspur a címvédő, de a címét semmiképpen se tudja megvédeni, mivel az Európa-liga győztese automatikusan kvalifikálja magát a bajnokok ligája alapszakaszába, az új formátum pedig nem teszi lehetővé a klubok számára, hogy a bajnokok ligájából a alapszakasztól kezdődően átkerüljenek az Európa-ligába.

## A besorolás rendszere
A 2025–2026-os Európa-ligában az Európai Labdarúgó-szövetség (UEFA) legalább 32, legfeljebb 47 tagországának 77 csapata vesz részt (Liechtenstein nem rendezett bajnokságot, illetve Oroszországot kizárták). 32 tagországnak legalább egy csapata közvetlenül részt vehet, 15 tagország csapatai a 2025–2026-ös UEFA-bajnokok ligájából kerülhetnek át, ha onnan kiesnek. Az országonként indítható csapatok számát, illetve a csapatok selejtezőköri besorolását a labdarúgó-bajnokságokra vonatkoztatott UEFA ország-együtthatói alapján végezték.
A 2025–2026-os Európa-ligában országonként indítható csapatok száma
- Az 1–12. helyen rangsorolt országok kettőt,
- a 13–33. helyen rangsorolt országok (kivéve Oroszország) egyaránt egy-egyet indíthattak
- A 2025–2026-os UEFA-bajnokok ligája selejtezőjéből 32 kiesett csapat.

### Rangsor
A 2025–2026-os Európa-ligája kiosztott helyeihez a 2024-es ország-együtthatót vették alapul, amely az országok csapatainak teljesítményét vette figyelembe a 2019–2020-as szezontól a 2023–2024-esig.
| Hely. | Szövetség     | Koeff.  | Csapatok | Jegyzetek |
| ----- | ------------- | ------- | -------- | --------- |
| 1     | Anglia        | 104,303 | 2        |           |
| 2     | Olaszország   | 90,284  | 2        |           |
| 3     | Spanyolország | 89,489  | 2        |           |
| 4     | Németország   | 86,624  | 2        |           |
| 5     | Franciaország | 66,831  | 2        |           |
| 6     | Hollandia     | 61,300  | 2        |           |
| 7     | Portugália    | 56,316  | 2        |           |
| 8     | Belgium       | 48,800  | 2        |           |
| 9     | Törökország   | 38,600  | 2        |           |
| 10    | Csehország    | 36,050  | 2        |           |
| 11    | Skócia        | 36,050  | 2        |           |
| 12    | Svájc         | 32,975  | 2        |           |
| 13    | Ausztria      | 32,600  | 1        |           |
| 14    | Norvégia      | 31,625  | 1        |           |
| 15    | Görögország   | 31,525  | 1        |           |
| 16    | Dánia         | 31,450  | 1        |           |
| 17    | Izrael        | 31,125  | 1        |           |
| 18    | Ukrajna       | 28,000  | 1        |           |
| 19    | Szerbia       | 27,775  | 1        |           |

| Hely. | Szövetség     | Koeff. | Csapatok | Jegyzetek |
| ----- | ------------- | ------ | -------- | --------- |
| 20    | Horvátország  | 25,525 | 1        |           |
| 21    | Lengyelország | 25,375 | 1        |           |
| 22    | Oroszország   | 22,965 | 0        | kizárták  |
| 23    | Ciprus        | 22,100 | 1        |           |
| 24    | Magyarország  | 21,875 | 1        |           |
| 25    | Svédország    | 21,500 | 1        |           |
| 26    | Románia       | 21,375 | 1        |           |
| 27    | Bulgária      | 20,375 | 1        |           |
| 28    | Azerbajdzsán  | 20,125 | 1        |           |
| 29    | Szlovákia     | 19,625 | 1        |           |
| 30    | Szlovénia     | 13,250 | 1        |           |
| 31    | Moldova       | 13,125 | 1        |           |
| 32    | Koszovó       | 11,541 | 1        |           |
| 33    | Kazahsztán    | 11,500 | 1        |           |
| 34    | Finnország    | 11,125 | 1        |           |
| 35    | Írország      | 10.875 | 0        |           |
| 36    | Örményország  | 10,625 | 0        |           |
| 37    | Lettország    | 10,625 | 0        |           |
| 38    | Feröer        | 10,375 | 0        |           |

| Hely. | Szövetség           | Koeff. | Csapatok | Jegyzetek |
| ----- | ------------------- | ------ | -------- | --------- |
| 39    | Bosznia-Hercegovina | 10.000 | 0        |           |
| 40    | Liechtenstein       | 10,000 | 0        |           |
| 41    | Izland              | 9,583  | 0        |           |
| 42    | Észak-Írország      | 9,208  | 0        |           |
| 43    | Luxemburg           | 8,625  | 0        |           |
| 44    | Litvánia            | 8,500  | 0        |           |
| 45    | Málta               | 8,250  | 0        |           |
| 46    | Grúzia              | 7,625  | 0        |           |
| 47    | Albánia             | 7,375  | 0        |           |
| 48    | Észtország          | 7,207  | 0        |           |
| 49    | Fehéroroszország    | 6,625  | 0        |           |
| 50    | Észak-Macedónia     | 6,000  | 0        |           |
| 51    | Andorra             | 5,998  | 0        |           |
| 52    | Wales               | 5,791  | 0        |           |
| 53    | Montenegró          | 5,708  | 0        |           |
| 54    | Gibraltár           | 4,957  | 0        |           |
| 55    | San Marino          | 1,832  | 0        |           |

### Lebonyolítás
A torna lebonyolítása az alábbi.
|                             |                             | A szakaszban bekapcsolódók | Az előző forduló továbbjutói      | Az UEFA-bajnokok ligájából átkerülők |
| --------------------------- | --------------------------- | --- | --------------------------------- | --- |
| 1. selejtezőkör (16 csapat) | 1. selejtezőkör (16 csapat) | - 16 kupagyőztes a 17–34. helyen rangsorolt kupából (kivéve Oroszország) |                                   | |
| 2. selejtezőkör (16 csapat) | 2. selejtezőkör (16 csapat) | - 1 kupagyőztes a 16. helyen rangsorolt kupábólRUS - 6 második és harmadik helyezett a 7–12. helyen rangsorolt bajnokságból - 1 negyedik helyezett a 6. helyen rangsorolt bajnokságból                                                               | - 8 győztes az 1. selejtezőkörből | |
| 3. selejtezőkör (26 csapat) | Bajnoki ág (12 csapat)      | |                                   | - 12 vesztes a BL 2. selejtezőkörének bajnoki ágáról |
| 3. selejtezőkör (26 csapat) | Nem bajnoki ág (14 csapat)  | - 3 kupagyőztes a 13–15. helyen rangsorolt kupából | - 8 győztes a 2. selejtezőkörből  | - 3 vesztes a BL 3. selejtezőkörének nem bajnoki ágáról |
| Rájátszás (24 csapat)       | Rájátszás (24 csapat)       | - 5 kupagyőztes a 8–12. helyen rangsorolt kupából | - 13 győztes a 3. selejtezőkörből | - 6 vesztes a BL 3. selejtezőkörének bajnoki ágáról |
| Alapszakasz (36 csapat)     | Alapszakasz (36 csapat)     | - 7 kupagyőztes az 1–7. helyen rangsorolt kupából - 5 ötödik és hatodik helyezett az 1–5. helyen rangsorolt bajnokságból - 1 Kupagyőztes a 20.helyen rangsorolt bajnokságból (legmagasabb együttható ponttal rendelkező csapat az 1.selejtezőkörből) | - A rájátszás 12 győztese         | - 5 vesztes a BL rájátszásának bajnoki ágáról - 4 vesztes a BL harmadik selejtezőkörének nem bajnoki ágáról - 2 vesztes a BL rájátszásának nem bajnoki ágáról |

### Csapatok
Az alábbi táblázatban olvasható, hogy a csapatok melyik körben kapcsolódnak be.
Használt rövidítések
- kgy.: kupagyőztes;
- x.: bajnoki helyezés;
- BL: A 2025–2026-os UEFA-bajnokok ligájából kieső csapat
  - B/NB R: a rájátszásból (bajnoki ág/nem bajnoki ág)
  - B/NB S3: a 3. selejtezőkörből (bajnoki ág/nem bajnoki ág)
  - B/NB S2: a 2. selejtezőkörből (bajnoki ág/nem bajnoki ág)

A dőlt betűvel feltüntetett csapatok még az UEFA-bajnokok ligájában is részt vehetnek
| Alapszakasz     | Alapszakasz     | Aston Villa (6.)            | Nottingham Forest (7.)      | Bologna (kgy.)            | Roma (5.)                    |  |  |
| Alapszakasz     | Alapszakasz     | Real Betis (6.)             | Celta Vigo (7.)             | VFB Stuttgart (kgy.)      | Freiburg (5.)                |  |  |
| Alapszakasz     | Alapszakasz     | Lille (5.)                  | Lyon (6.)                   | Go Ahead Eagles (kgy.)    | Porto (3.)                   |  |  |
| Alapszakasz     | Alapszakasz     | Dinamo Zagreb (2.)          | (BL B R)                    | (BL B R)                  | (BL B R)                     |  |  |
| Alapszakasz     | Alapszakasz     | (BL B R)                    | (BL B R)                    | (BL B R)                  | (BL NB R)                    |  |  |
| Alapszakasz     | Alapszakasz     | Nice (BL NB S3)             | Feyenoord (BL NB S3)        | Viktoria Plzeň (BL NB S3) | Red Bull Salzburg (BL NB S3) |  |  |
| Alapszakasz     | Alapszakasz     |                             |                             |                           |                              |  |  |
| Rájátszás       | Rájátszás       | Genk (3.)                   | Samsunspor (3.)             | Sigma Olomouc (kgy.)      | Aberdeen (kgy.)              |  |  |
| Rájátszás       | Rájátszás       | Young Boys (3.)             | Dinamo Kijiv (BL B S3)      | Lech Poznań (BL B S3)     | Malmö FF (BL B S3)           |  |  |
| Rájátszás       | Rájátszás       | Ludogorec Razgrad (BL B S3) | Slovan Bratislava (BL B S3) | Skendija (BL B S3)        |                              |  |  |
|                 |                 |                             |                             |                           |                              |  |  |
| 3. selejtezőkör | B               | Makkabi Tel-Aviv (BL B S2)  | Rijeka (BL B S2)            | FCSB (BL B S2)            | Drita (BL B S2)              |  |  |
| 3. selejtezőkör | B               | KuPS (BL B S2)              | Shelbourne (BL B S2)        | Noah (BL B S2)            | RFS (BL B S2)                |  |  |
| 3. selejtezőkör | B               | Zrinjski Mostar (BL B S2)   | Breiðablik (BL B S2)        | Ħamrun Spartans (BL B S2) | Lincoln Red Imps (BL B S2)   |  |  |
| 3. selejtezőkör | F               | Wolfsberger (kgy.)          | Fredrikstad (kgy.)          | PAOK (3.)                 | Servette (BL NB S2)          |  |  |
| 3. selejtezőkör | F               | Brann (BL NB S2)            | Panathinaikósz (BL NB S2)   |                           |                              |  |  |
|                 |                 |                             |                             |                           |                              |  |  |
|                 |                 |                             |                             |                           |                              |  |  |
| 2. selejtezőkör | 2. selejtezőkör | Utrecht (4.)                | Braga (4.)                  | Anderlecht (4.)           | Beșiktaș (4.)                |  |  |
| 2. selejtezőkör | 2. selejtezőkör | Baník Ostrava (3.)          | Hibernian (3.)              | Lugano (4.)               | Midtjylland (2.)             |  |  |
|                 |                 |                             |                             |                           |                              |  |  |
| 1. selejtezőkör | 1. selejtezőkör | Hapóél Beér-Seva (kgy.)     | Sahtar Doneck (kgy.)        | Partizan (2.)             | Legia Warszawa (kgy.)        |  |  |
| 1. selejtezőkör | 1. selejtezőkör | AEK Lárnakasz (kgy.)        | Paks (kgy.)                 | Häcken (kgy.)             | CFR Cluj (kgy.)              |  |  |
| 1. selejtezőkör | 1. selejtezőkör | Levszki Szofija (2.)        | Sabah (kgy.)                | Spartak Trnava (kgy.)     | Celje (kgy.)                 |  |  |
| 1. selejtezőkör | 1. selejtezőkör | Sheriff Tiraspol (kgy.)     | Prishtina (kgy.)            | Aktöbe (kgy.)             | Ilves (2.)                   |  |  |

Jegyzetek
Az angol Crystal Palacet kizárták, mivel közös a tulajdonosa mint a Lyonnak, a helyét a Nottingham Forest vette át

## Fordulók és időpontok
A mérkőzések időpontjai a következők:
| Szakasz                  | Forduló                | Sorsolás            | 1. mérkőzés                               | 2. mérkőzés                               |
| ------------------------ | ---------------------- | ------------------- | ----------------------------------------- | ----------------------------------------- |
| Selejtező                | Első selejtezőkör      | 2025. június 17.    | 2025. július 10.                          | 2025. július 17.                          |
| Selejtező                | Második selejtezőkör   | 2025. június 18.    | 2025. július 24.                          | 2025. július 31.                          |
| Selejtező                | Harmadik selejtezőkör  | 2025. július 21.    | 2025. augusztus 7.                        | 2025. augusztus 14.                       |
| Rájátszás                | Rájátszás              | 2025. augusztus 4.  | 2025. augusztus 21.                       | 2025. augusztus 28.                       |
| Alapszakasz              | 1. játéknap            | 2025. augusztus 29. | 2025. szeptember 24–25.                   | 2025. szeptember 24–25.                   |
| Alapszakasz              | 2. játéknap            | 2025. augusztus 29. | 2025. október 2.                          | 2025. október 2.                          |
| Alapszakasz              | 3. játéknap            | 2025. augusztus 29. | 2025. október 23.                         | 2025. október 23.                         |
| Alapszakasz              | 4. játéknap            | 2025. augusztus 29. | 2025. november 6.                         | 2025. november 6.                         |
| Alapszakasz              | 5. játéknap            | 2025. augusztus 29. | 2025. november 27.                        | 2025. november 27.                        |
| Alapszakasz              | 6. játéknap            | 2025. augusztus 29. | 2025. december 11.                        | 2025. december 11.                        |
| Alapszakasz              | 7. játéknap            | 2025. augusztus 29. | 2026. január 22.                          | 2026. január 22.                          |
| Alapszakasz              | 8. játéknap            | 2025. augusztus 29. | 2026. január 29.                          | 2026. január 29.                          |
| Egyenes kieséses szakasz | Nyolcaddöntő-rájátszás | 2026. január 30.    | 2026. február 19.                         | 2026. február 26.                         |
| Egyenes kieséses szakasz | Nyolcaddöntők          | 2026. február 27.   | 2026. március 12.                         | 2026. március 19.                         |
| Egyenes kieséses szakasz | Negyeddöntők           | 2026. február 27.   | 2026. április 9.                          | 2026. április 16.                         |
| Egyenes kieséses szakasz | Elődöntők              | 2026. február 27.   | 2026. április 31.                         | 2026. május 7.                            |
| Egyenes kieséses szakasz | Döntő                  | 2026. február 27.   | 2026. május 20., Beșiktaș Park, Isztambul | 2026. május 20., Beșiktaș Park, Isztambul |

## Selejtezők

### 1. selejtezőkör
Az 1. selejtezőkörben 16 csapat vesz részt.
| Csoport 1                                                   | Csoport 1                            | Csoport 2                                                 | Csoport 2                                         |
| Kiemelt                                                     | Nem kiemelt                          | Kiemelt                                                   | Nem kiemelt                                       |
| ----------------------------------------------------------- | ------------------------------------ | --------------------------------------------------------- | ------------------------------------------------- |
| - Sahtar Doneck - Sheriff Tiraspol - Celje - Spartak Trnava | - Häcken - Sabah - Ilves - Prishtina | - Legia Warszawa - Partizan - CFR Cluj - Hapoél Beér-Seva | - AEK Lárnakasz - Paks - Levszki Szofija - Aktöbe |

### Párosítások
Az első mérkőzéseket július 10-én, a második mérkőzéseket július 17-én játszották. A párosítások győztesei a 2. selejtezőkörbe kerültek. A vesztesek a KL 2. selejtezőkörének főágára kerültek.
| 1. csapat        | Össz.Tooltip Aggregate score | 2. csapat        | 1. mérk. | 2. mérk.   |
| ---------------- | ---------------------------- | ---------------- | -------- | ---------- |
| Sahtar Doneck    | 6–0                          | Ilves            | 6–0      | 0–0        |
| Sheriff Tiraspol | 5–2                          | Prishtina        | 4–0      | 1–2        |
| Spartak Trnava   | 2–3                          | Häcken           | 0–1      | 2–2        |
| Sabah            | 5–6                          | Celje            | 2–3      | 3–3        |
| Legia Warszawa   | 2–0                          | Aktöbe           | 1–0      | 1–0        |
| Levszki Szofija  | 1–1 (t. 3-1)                 | Hapóél Beér-Seva | 0–0      | 1–1 (h.u.) |
| AEK Lárnakasz    | 2–2 (t. 6-5)                 | Partizan         | 1–0      | 1–2 (h.u.) |
| Paks             | 0–3                          | CFR Cluj         | 0–0      | 0–3        |

### 2. selejtezőkör
A 2. selejtezőkörben 16 csapat vesz részt.
- T: Az 1. selejtezőkörből továbbjutott csapat, a sorsoláskor nem ismert. A dőlt betűvel írtak az 1. selejtezőkörben egy magasabb együtthatóval rendelkező csapat ellen győztes, az ellenfél együtthatójával szerepeltek a sorsoláson.

| Csoport 1                                                 | Csoport 1                                                        | Csoport 2                                                             | Csoport 2                                     |
| Kiemelt                                                   | Nem kiemelt                                                      | Kiemelt                                                               | Nem kiemelt                                   |
| --------------------------------------------------------- | ---------------------------------------------------------------- | --------------------------------------------------------------------- | --------------------------------------------- |
| - Braga - Legia Warszawa (T) - AEK Lárnakasz (T) - Lugano | - CFR Cluj (T) - Levszki Szofija (T) - Celje (T) - Baník Ostrava | - Sahtar Doneck (T) - Midtjylland - Anderlecht - Sheriff Tiraspol (T) | - Beşiktaş - Utrecht - Häcken (T) - Hibernian |

Párosítások
A 2. selejtezőkör sorsolását 2025. június 18-án tartották. Az első mérkőzéseket július 23-én, a második mérkőzéseket július 31-én játsszák. A párosítások győztesei a 3. selejtezőkör főágára kerülnek. A vesztesek a KL 3. selejtezőkörének főágára kerülnek.
| 1. csapat        | Össz.Tooltip Aggregate score | 2. csapat      | 1. mérk. | 2. mérk.   |
| ---------------- | ---------------------------- | -------------- | -------- | ---------- |
| Lugano           | 0–1                          | CFR Cluj       | 0–0      | 0–1        |
| Celje            | 2–3                          | AEK Lárnakasz  | 1–1      | 1–2        |
| Levszki Szofija  | 0–1                          | Braga          | 0–0      | 0–1 (h.u.) |
| Baník Ostrava    | 3–4                          | Legia Warszawa | 2–2      | 1–2        |
| Anderlecht       | 2–2 (t. 2-4)                 | Häcken         | 1–0      | 1–2 (h.u.) |
| Sheriff Tiraspol | 2–7                          | Utrecht        | 1–3      | 1–4        |
| Midtjylland      | 3–2                          | Hibernian      | 1–1      | 2–1 (h.u.) |
| Beşiktaş         | 2–6                          | Sahtar Doneck  | 2–4      | 0–2        |

### 3. selejtezőkör
A 3. selejtezőkör két ágból áll. A bajnoki ágon 12, a főágon 14 csapat vett részt.
Bajnoki ág
| Csoport 1                                        | Csoport 1                                 | Csoport 2                                                   | Csoport 2                                            |
| Kiemelt                                          | Nem kiemelt                               | Kiemelt                                                     | Nem kiemelt                                          |
| ------------------------------------------------ | ----------------------------------------- | ----------------------------------------------------------- | ---------------------------------------------------- |
| - Rijeka (BL) - RFS (BL) - Lincoln Red Imps (BL) | - KuPS (BL) - Noah (BL) - Shelbourne (BL) | - Makkabi Tel Aviv (BL) - Zrinjski Mostar (BL) - Drita (BL) | - Breiðablik (BL) - FCSB (BL) - Ħamrun Spartans (BL) |

Főág
| Csoport 1                                                 | Csoport 1                                                    | Csoport 2                                      | Csoport 2                                          |
| Kiemelt                                                   | Nem kiemelt                                                  | Kiemelt                                        | Nem kiemelt                                        |
| --------------------------------------------------------- | ------------------------------------------------------------ | ---------------------------------------------- | -------------------------------------------------- |
| - Braga (T) - PAÓK - Midtjylland (T) - Legia Warszawa (T) | - CFR Cluj (T) - AEK Lárnakasz (T) - Wolfsberg - Fredrikstad | - Sahtar Doneck (T) - Häcken (T) - Utrecht (T) | - Panathinaikósz (BL) - Servette (BL) - Brann (BL) |

Párosítások
A 3. selejtezőkör sorsolását 2025. július 21-én tartották. Az első mérkőzéseket augusztus 7-én, a második mérkőzéseket augusztus 14-én játsszák. A párosítások győztesei a rájátszásba kerülnek. A bajnoki ág vesztesei a KL rájátszásának bajnoki ágára kerülnek. A főág vesztesei a KL rájátszásának főágára kerülnek.
| 1. csapat        | Össz.Tooltip Aggregate score | 2. csapat        | 1. mérk. | 2. mérk.     |
| ---------------- | ---------------------------- | ---------------- | -------- | ------------ |
| Bajnoki ág       |                              |                  |          |              |
| Lincoln Red Imps | 1–1 (t. 6-5)                 | Noah             | 1–1      | 0–0 (h.u.)   |
| Rijeka           | 4–3                          | Shelbourne       | 1–2      | 3–1          |
| RFS              | 1–3                          | KuPS             | 1–2      | 0–1          |
| Ħamrun Spartans  | 2–5                          | Makkabi Tel Aviv | 1–2      | 1–3          |
| Zrinjski Mostar  | 3–2                          | Breiðablik       | 1–1      | 2–1          |
| FCSB             | Meccs 6                      | Drita            | 3–2      | Augusztus 14 |
| Fő ág            |                              |                  |          |              |
| AEK Lárnakasz    | Meccs 1                      | Legia Warszawa   | 4–1      | Augusztus 14 |
| Fredrikstad      | 1–5                          | Midtjylland      | 1–3      | 0–2          |
| CFR Cluj         | Meccs 3                      | Braga            | 1–2      | Augusztus 14 |
| PAÓK             | 1–0                          | Wolfsberg        | 0–0      | 1–0 (h.u.)   |
| Servette         | 2–5                          | Utrecht          | 1–3      | 1–2          |
| Häcken           | 1–2                          | Brann            | 0–2      | 1–0          |
| Panathinaikósz   | Meccs 7                      | Sahtar Doneck    | 0–0      | Augusztus 14 |

## Rájátszás
A rájátszásban 24 csapat vesz részt.
- BL: A BL 3. selejtezőkörének bajnoki ágáról kieső csapat, a sorsoláskor nem volt ismert. A dőlt betűvel írtak a BL 3. selejtezőkörében egy alacsonyabb együtthatóval rendelkező csapat ellen vesztettek, az ellenfél együtthatójával szerepeltek a sorsoláson.
- TB: A 3. selejtezőkör bajnoki ágáról továbbjutott csapat, a sorsoláskor nem volt ismert. A dőlt betűvel írtak a 3. selejtezőkörben egy magasabb együtthatóval rendelkező csapat ellen győztek, az ellenfél együtthatójával szerepeltek a sorsoláson.
- TF: A 3. selejtezőkör főágáról továbbjutott csapat, a sorsoláskor nem volt ismert. A dőlt betűvel írtak a 3. selejtezőkörben egy magasabb együtthatóval rendelkező csapat ellen győztek, az ellenfél együtthatójával szerepeltek a sorsoláson.

| Csoport 1                                                    | Csoport 1                                                            | Csoport 2                                                                       | Csoport 2                         | Csoport 3                                                                          | Csoport 3                                                 |
| Kiemelt                                                      | Nem kiemelt                                                          | Kiemelt                                                                         | Nem kiemelt                       | Kiemelt                                                                            | Nem kiemelt                                               |
| ------------------------------------------------------------ | -------------------------------------------------------------------- | ------------------------------------------------------------------------------- | --------------------------------- | ---------------------------------------------------------------------------------- | --------------------------------------------------------- |
| Makkabi Tel Aviv (T) Young Boys Ludogorec (BL) Malmö FF (BL) | Dynamo Kyiv (BL) Sigma Olomouc Shkëndija (BL) Slovan Bratislava (BL) | Panathinaikósz vagy Sahtar Doneck (T) Midtjylland (T) FCSB (T) Lech Poznań (BL) | Genk KuPS (T) Aberdeen Samsunspor | CFR Cluj vagy Braga (T) PAÓK (T) AEK Lárnakasz vagy Legia Warszawa (T) Utrecht (T) | Rijeka Zrinjski Mostar (T) Lincoln Red Imps (T) Brann (T) |

Párosítások
A rájátszás sorsolását 2025. augusztus 4-én tartották. Az első mérkőzéseket augusztus 23-án, a második mérkőzéseket augusztus 28-án játsszák. A párosítások győztesei az alapszakaszba kerülnek. A vesztesek a KL alapszakaszába kerülnek.
| 1. csapat         | Össz.Tooltip Aggregate score | 2. csapat          | 1. mérk.     | 2. mérk.     |
| ----------------- | ---------------------------- | ------------------ | ------------ | ------------ |
| Makkabi Tel Aviv  | Meccs 1                      | Dynamo Kyiv        | Augusztus 21 | Augusztus 28 |
| Shkëndija         | Meccs 2                      | Ludogorets Razgrad | Augusztus 21 | Augusztus 28 |
| Slovan Bratislava | Meccs 3                      | Young Boys         | Augusztus 21 | Augusztus 28 |
| Malmö FF          | Meccs 4                      | Sigma Olomouc      | Augusztus 21 | Augusztus 28 |
|                   | Meccs 5                      | Samsunspor         | Augusztus 21 | Augusztus 28 |
| Aberdeen          | Meccs 6                      | FCSB               | Augusztus 21 | Augusztus 28 |
| Lech Poznań       | Meccs 7                      | Genk               | Augusztus 21 | Augusztus 28 |
| Midtjylland       | Meccs 8                      | KuPS               | Augusztus 21 | Augusztus 28 |
| Lincoln Red Imps  | Meccs 9                      |                    | Augusztus 21 | Augusztus 28 |
| Zrinjski Mostar   | Meccs 10                     | Utrecht            | Augusztus 21 | Augusztus 28 |
| Brann             | Meccs 11                     |                    | Augusztus 21 | Augusztus 28 |
| Rijeka            | Meccs 12                     | PAÓK               | Augusztus 21 | Augusztus 28 |

## Alapszakasz
A 2025–26-os UEFA Európa-liga bajnoki szakaszának sorsolására 2025. augusztus 29-én kerül sor. A 36 csapatot négy kalapba osztják, mindegyikben kilenc csapattal, az UEFA klubegyüttható alapján.
A 36 csapatot először manuálisan sorsolják ki, ezután egy digitális szoftver automatikusan kiválasztja mindegyikük nyolc különböző ellenfelét véletlenszerűen, meghatározva, hogy melyik mérkőzés lesz hazai pályán, illetve idegenben. Minden csapat négy kalapból két-két ellenféllel mérkőzik meg: egyikkel otthon, másikkal idegenben. Az azonos nemzeti szövetséghez tartozó csapatok nem kerülhetnek össze egymással, és egy csapat legfeljebb két együttessel találkozhat ugyanabból az országból.
Az Aston Villa, a Bologna, a Go Ahead Eagles és a Nottingham Forest először szerepelnek a csoportkör bevezetése óta a sorozatban (noha az Aston Villa korábban már részt vett az UEFA-kupa csoportkörében). A Go Ahead Eagles és a Nottingham Forest először jutott be egy jelentős UEFA-sorozat csoport- vagy bajnoki szakaszába.
2025 júliusi állás szerint a következő csapatok jutottak be a bajnoki szakaszba:
| Kalap 1 Roma (104.500) Porto (79.750) Feyenoord (71.000) Lille (66.000) Dinamo Zagreb (56.000) Real Betis (52.250) | Kalap 1/2 RB Salzburg (48.000) Aston Villa (47.250) Kalap 2 Lyon (43.750) Viktoria Plzeň (39.250) | Kalap 2/3 SC Freiburg (28.000) Nottingham Forest (23.039) Kalap 3 Nice (20.000) | Kalap 3/4 Bologna (19.446) Celta Vigo (18.890) VfB Stuttgart (17.226) Go Ahead Eagles (13.430) |  |

### Tabella
| Hely. | Csapat            | M | Gy | D | V | G+ | G– | Gk | P | Továbbjutás                                             |
| ----- | ----------------- | - | -- | - | - | -- | -- | -- | - | ------------------------------------------------------- |
| 1.    | Aston Villa       | 0 | 0  | 0 | 0 | 0  | 0  | 0  | 0 | Továbbjut a nyolcaddöntőbe (kiemeltként)                |
| 2.    | Bologna           | 0 | 0  | 0 | 0 | 0  | 0  | 0  | 0 | Továbbjut a nyolcaddöntőbe (kiemeltként)                |
| 3.    | Celta Vigo        | 0 | 0  | 0 | 0 | 0  | 0  | 0  | 0 | Továbbjut a nyolcaddöntőbe (kiemeltként)                |
| 4.    | Dinamo Zagreb     | 0 | 0  | 0 | 0 | 0  | 0  | 0  | 0 | Továbbjut a nyolcaddöntőbe (kiemeltként)                |
| 5.    | SC Freiburg       | 0 | 0  | 0 | 0 | 0  | 0  | 0  | 0 | Továbbjut a nyolcaddöntőbe (kiemeltként)                |
| 6.    | Go Ahead Eagles   | 0 | 0  | 0 | 0 | 0  | 0  | 0  | 0 | Továbbjut a nyolcaddöntőbe (kiemeltként)                |
| 7.    | Lille             | 0 | 0  | 0 | 0 | 0  | 0  | 0  | 0 | Továbbjut a nyolcaddöntőbe (kiemeltként)                |
| 8.    | Lyon              | 0 | 0  | 0 | 0 | 0  | 0  | 0  | 0 | Továbbjut a nyolcaddöntőbe (kiemeltként)                |
| 9.    | Nottingham Forest | 0 | 0  | 0 | 0 | 0  | 0  | 0  | 0 | Továbbjut a nyolcaddöntő rájátszásába (kiemeltként)     |
| 10.   | Porto             | 0 | 0  | 0 | 0 | 0  | 0  | 0  | 0 | Továbbjut a nyolcaddöntő rájátszásába (kiemeltként)     |
| 11.   | Real Betis        | 0 | 0  | 0 | 0 | 0  | 0  | 0  | 0 | Továbbjut a nyolcaddöntő rájátszásába (kiemeltként)     |
| 12.   | Roma              | 0 | 0  | 0 | 0 | 0  | 0  | 0  | 0 | Továbbjut a nyolcaddöntő rájátszásába (kiemeltként)     |
| 13.   | VfB Stuttgart     | 0 | 0  | 0 | 0 | 0  | 0  | 0  | 0 | Továbbjut a nyolcaddöntő rájátszásába (kiemeltként)     |
| 14.   | TBD               | 0 | 0  | 0 | 0 | 0  | 0  | 0  | 0 | Továbbjut a nyolcaddöntő rájátszásába (kiemeltként)     |
| 15.   | TBD               | 0 | 0  | 0 | 0 | 0  | 0  | 0  | 0 | Továbbjut a nyolcaddöntő rájátszásába (kiemeltként)     |
| 16.   | TBD               | 0 | 0  | 0 | 0 | 0  | 0  | 0  | 0 | Továbbjut a nyolcaddöntő rájátszásába (kiemeltként)     |
| 17.   | TBD               | 0 | 0  | 0 | 0 | 0  | 0  | 0  | 0 | Továbbjut a nyolcaddöntő rájátszásába (nem kiemeltként) |
| 18.   | TBD               | 0 | 0  | 0 | 0 | 0  | 0  | 0  | 0 | Továbbjut a nyolcaddöntő rájátszásába (nem kiemeltként) |
| 19.   | TBD               | 0 | 0  | 0 | 0 | 0  | 0  | 0  | 0 | Továbbjut a nyolcaddöntő rájátszásába (nem kiemeltként) |
| 20.   | TBD               | 0 | 0  | 0 | 0 | 0  | 0  | 0  | 0 | Továbbjut a nyolcaddöntő rájátszásába (nem kiemeltként) |
| 21.   | TBD               | 0 | 0  | 0 | 0 | 0  | 0  | 0  | 0 | Továbbjut a nyolcaddöntő rájátszásába (nem kiemeltként) |
| 22.   | TBD               | 0 | 0  | 0 | 0 | 0  | 0  | 0  | 0 | Továbbjut a nyolcaddöntő rájátszásába (nem kiemeltként) |
| 23.   | TBD               | 0 | 0  | 0 | 0 | 0  | 0  | 0  | 0 | Továbbjut a nyolcaddöntő rájátszásába (nem kiemeltként) |
| 24.   | TBD               | 0 | 0  | 0 | 0 | 0  | 0  | 0  | 0 | Továbbjut a nyolcaddöntő rájátszásába (nem kiemeltként) |
| 25.   | TBD               | 0 | 0  | 0 | 0 | 0  | 0  | 0  | 0 |                                                         |
| 26.   | TBD               | 0 | 0  | 0 | 0 | 0  | 0  | 0  | 0 |                                                         |
| 27.   | TBD               | 0 | 0  | 0 | 0 | 0  | 0  | 0  | 0 |                                                         |
| 28.   | TBD               | 0 | 0  | 0 | 0 | 0  | 0  | 0  | 0 |                                                         |
| 29.   | TBD               | 0 | 0  | 0 | 0 | 0  | 0  | 0  | 0 |                                                         |
| 30.   | TBD               | 0 | 0  | 0 | 0 | 0  | 0  | 0  | 0 |                                                         |
| 31.   | TBD               | 0 | 0  | 0 | 0 | 0  | 0  | 0  | 0 |                                                         |
| 32.   | TBD               | 0 | 0  | 0 | 0 | 0  | 0  | 0  | 0 |                                                         |
| 33.   | TBD               | 0 | 0  | 0 | 0 | 0  | 0  | 0  | 0 |                                                         |
| 34.   | TBD               | 0 | 0  | 0 | 0 | 0  | 0  | 0  | 0 |                                                         |
| 35.   | TBD               | 0 | 0  | 0 | 0 | 0  | 0  | 0  | 0 |                                                         |
| 36.   | TBD               | 0 | 0  | 0 | 0 | 0  | 0  | 0  | 0 |                                                         |